# Prêmio Emmy Kids Internacional 2012
A 1° cerimônia de entrega dos International Emmy Kids Awards (ou Prêmio Emmy Kids Internacional 2012) aconteceu em 8 de fevereiro de 2013 em Nova Iorque, EUA.
Em anos anteriores, a Academia Internacional de Artes e Ciências da Televisão apresentou um prêmio único para a programação infantil na premiação do Emmy Internacional. Neste ano, a Academia decidiu criar uma cerimônia separada, com o International Emmy Kids Awards sendo distribuído em seis categorias para homenagear a programação de TV infantil fora dos EUA.

## Cerimônia
Os indicados para a primeira edição do International Emmy Kids Awards foram anunciados em 8 de outubro de 2012 pela Academia Internacional das Artes e Ciências Televisivas durante coletiva de imprensa na MIPCOM em Cannes, França.
Os vencedores foram revelados em 8 de fevereiro de 2013 em uma cerimônia em Nova York, com destaque para os programas de televisão do Reino Unido que venceram em três das 6 categorias, entre eles O Incrível Mundo de Gumball criado pela Cartoon Network Europa que ganhou na categoria de animação. Os outros vencedores britânicos foram My Autism and Me da CBBC Newsround, a história de uma garota de 13 anos que mostra como é crescer com autismo, na categoria factual e Lost Christmas, um conto de fadas urbano sobre um estranho misterioso interpretado por Eddie Izzard, que chega na véspera de Natal para ajudar a curar um jovem com um passado trágico, na categoria telefilme/mini série.
O reality show norueguês Energy Survival, recebeu o prêmio de entretenimento sem scripts. O programa de TV japonês, Junior High School Diaries: Harmony of Two ganhou como melhor série, e El jardín de Clarilú da Argentina venceu na categoria pré-escolar.
Os apresentadores incluíram o ator-comediante britânico Eddie Izzard, a atriz canadense Vanessa Morgan e os anfitriões da televisão infantil dinamarquesa Yiva Hallen e Jakob Stegelmann.

## Vencedores
| Melhor Animação | Melhor Programa Pré-Escolar |
| --- | --- |
| - O Incrível Mundo de Gumball - () (Turner Broadcasting) - Ask Lara - () - (Tomavistas/Televisió de Catalunya/Red Kite Animations/Submarine) - Digimon Xros Wars - () (Toei Animation/TV Asahi) - The Jungle Bunch - () - (TAT productions/Master Films/Vanilla Seed) | - El jardín de Clarilú - () - (Walt Disney Company/Triada/Metrovisión) - Cloudbread - () - (KBS/GIMC) - Leserkorpset - () - (NRK) - Octonauts - () - (BBC Childrens/Silvergate Media/Brown Bag Films/CBeebies)         |
| Melhor Série | Melhor Telefilme ou Minissérie |
| - Junior High School Diaries: Harmony of Two () (NHK) - Julie e os Fantasmas () - (Mixer/TV Bandeirantes/Nickelodeon) - SLiDE () - (Hoodlum/Playmaker Media/Fox 8/Foxtel) - Stikk () - (Nordisk Film TV/NRK/SVT/DR/RUV)                                               | - Lost Christmas - () - (Impact Productions/BBC/Ketchup Entertainment) - Fairy Tales on TV - () - (EBS) - The Star Talers - () - (Südwestrundfunk/Bavaria Film) - The Strongest Man in Holland () - (NPO/NL Film & TV) |
| Melhor Programa de Entretenimento sem Roteiro | Melhor Programa Fatual |
| - All-Round Champion - () - (Fabelaktiv/Enova/NRK/Film 3) - Art Attack - () - (Walt Disney Company) - In Real Life - () - (Apartment 11 Productions/YTV) - Wittaya Subprayuth - () - (Workpoint Entertainment/Channel 5)                                              | - My Autism and Me - () - (BBC Childrens/CBBC) - The Dreaming Orchestra's 180 Days - () - (KBS) - Coming Out - () - (NPO/Sky High TV) - Mentira la Verdad - () - (Mulata Films/Canal Encuentro)                        |